# Centella macrodus
Centella macrodus là một loài thực vật có hoa trong họ Hoa tán. Loài này được (Spreng.) B.L.Burtt mô tả khoa học đầu tiên năm 1988.